# H.U.B
H.U.B (kor. 바퀴통, skrót od Hope U Bounce) – południowokoreański girlsband założony przez New Planet Entertainment w 2016 roku. W jego skład wchodzą pięć członkiń: Rui, Gracie, Yuem, Keina oraz Hyosun. Zadebiutowały 9 lutego 2017 roku z piosenką „Girl Gang” (kor. 미친듯이 (Girl Gang) Michindeusi (Girl Gang)), wydając wcześniej przeddebiutowy singel „Uriga hamkkehan sigan” (kor. 우리가 함께한 시간).
31 maja 2017 roku do grupy dołączyła Hyosun (uczestniczka Produce 101). W październiku 2017 roku dołączyła do programu Idol Rebooting Project: The Unit, a Rui dołączyła do Mix Nine.
16 kwietnia 2018 roku powróciły w nowym składzie wydając kolejny singel „When A Blossom Day Of Cherry Blossom” (kor. 벚꽃피는 날에).

## Członkinie

### Obecne
| Pseudonim   | Pseudonim | Prawdziwe imię  | Prawdziwe imię | Data urodzenia           | Pozycja                   |
| Latynizacja | Hangul    | Latynizacja     | Hangul         | Data urodzenia           | Pozycja                   |
| ----------- | --------- | --------------- | -------------- | ------------------------ | ------------------------- |
| Rui         | 루이      | Watanabe Rui    | 와타나베 루이  | 8 października 1994(dts) | visual, wokal, rap        |
| Yein        | 예인      | Jeong Ye-in     | 정예인         | 10 stycznia 1997(dts)    |                           |
| Chehee      | 체희      | Han Che-hee     | 한체희         | 12 kwietnia 1997(dts)    | główny wokal              |
| Seoryeong   | 서령      | Bang Seo-ryeong | 박서령         | 14 stycznia 1998(dts)    |                           |
| Hyosun      | 효선      | Lim Hyo-sun     | 임효선         | 10 czerwca 1998(dts)     | raperka, tancerka, maknae |

### Byłe
| Pseudonim   | Pseudonim | Prawdziwe imię | Prawdziwe imię | Data urodzenia            | Pozycja                  |
| Latynizacja | Hangul    | Latynizacja    | Hangul         | Data urodzenia            | Pozycja                  |
| ----------- | --------- | -------------- | -------------- | ------------------------- | ------------------------ |
| Gracie      | 그레이시  | Kim Ga-eun     | 김가은         | 29 października 1996(dts) | liderka, główny wokal    |
| Yuem        | 유음      | Park Su-bin    | 박수빈         | 25 grudnia 1996(dts)      | rap, wokal               |
| Keina       | 케이나    | Lee Yoo-na     | 이유나         | 12 lutego 1999(dts)       | główna raperka, tancerka |

## Dyskografia
Single
- „Uriga hamkkehan sigan” (kor. 우리가 함께한 시간) (2016)[2]
- „Girl Gang” (kor. 미친듯이 (Girl Gang) Michindeusi (Girl Gang)) (2017)[1]
- „Ooh Ooh” (2017)[7]
- „When A Blossom Day Of Cherry Blossom” (kor. 벚꽃피는 날에) (2018)[6]
- „Finale” (2018)